# Shelter Me (film à venir)
Pour les articles homonymes, voir Shelter Me.
Pour plus de détails, voir Fiche technique et Distribution.
Shelter Me est un film américain réalisé par Jake Weber d'après un scénario de Jake Weber et Tony Herbert. Il met en scène une série d'intrigues se déroulant dans le contexte international du Covid-19. 

## Fiche technique
- Titre original : Shelter Me
- Réalisation : Jake Weber[1],[2],[3]
- Scénario : Jake Weber et Tony Herbert[1],[2],[3]
- Production : Kimberly Hines, Jim Steele, Eliza Flug et Mike Hatton[1],[2]
- Sociétés de production : Framework Entertainment, Filmray et Ton of Hats[1],[3]
- Pays de production :  États-Unis
- Langue originale : anglais
- Format : couleur
- Genre : Drame psychologique pandémique[1],[4],[3]

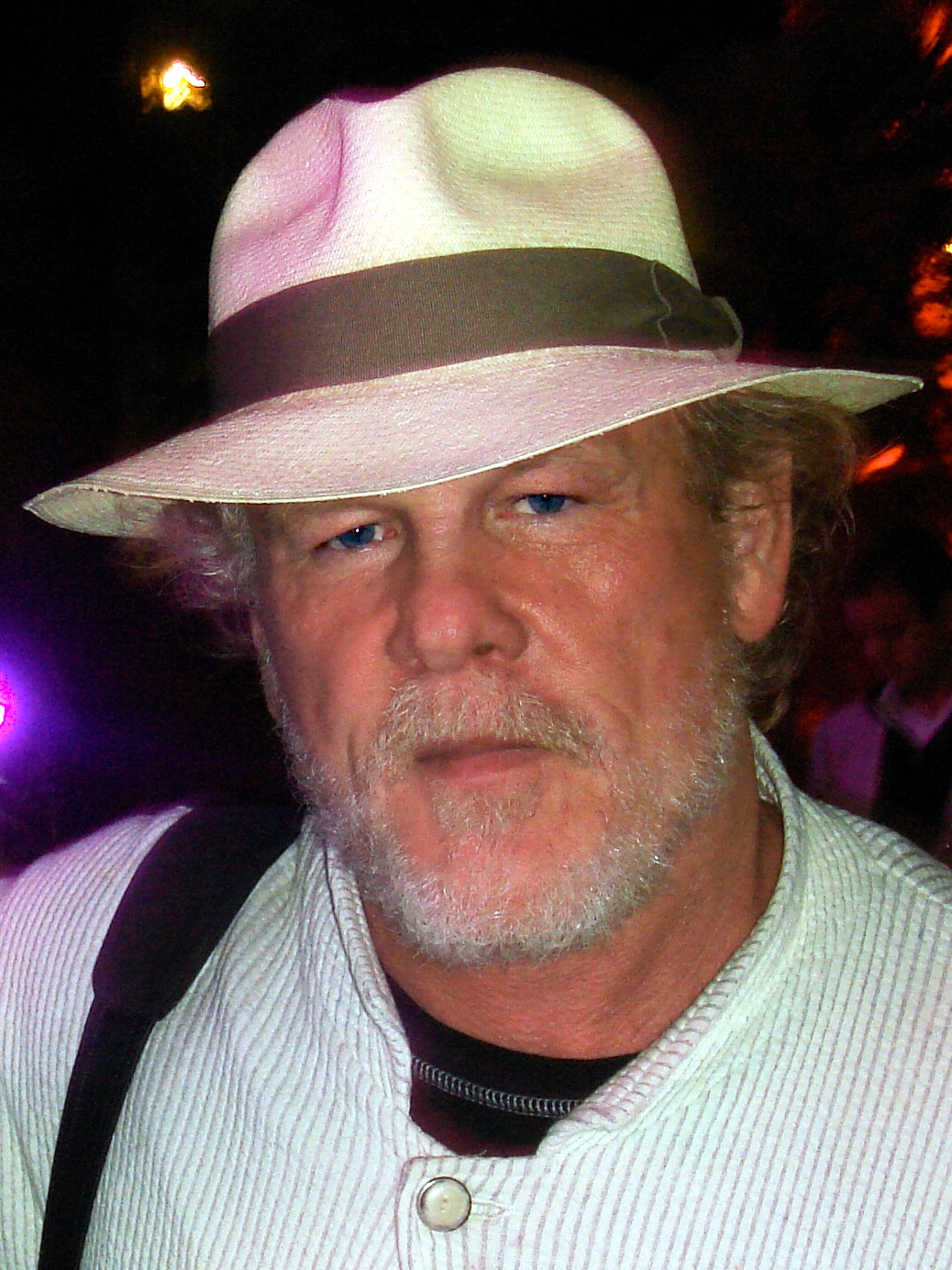
Nick Nolte.

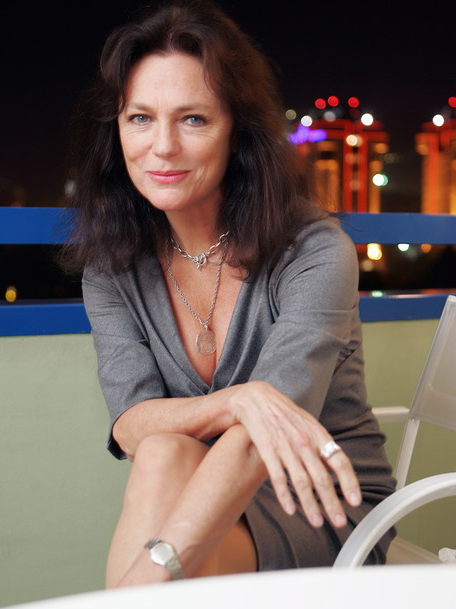
Jacqueline Bisset.

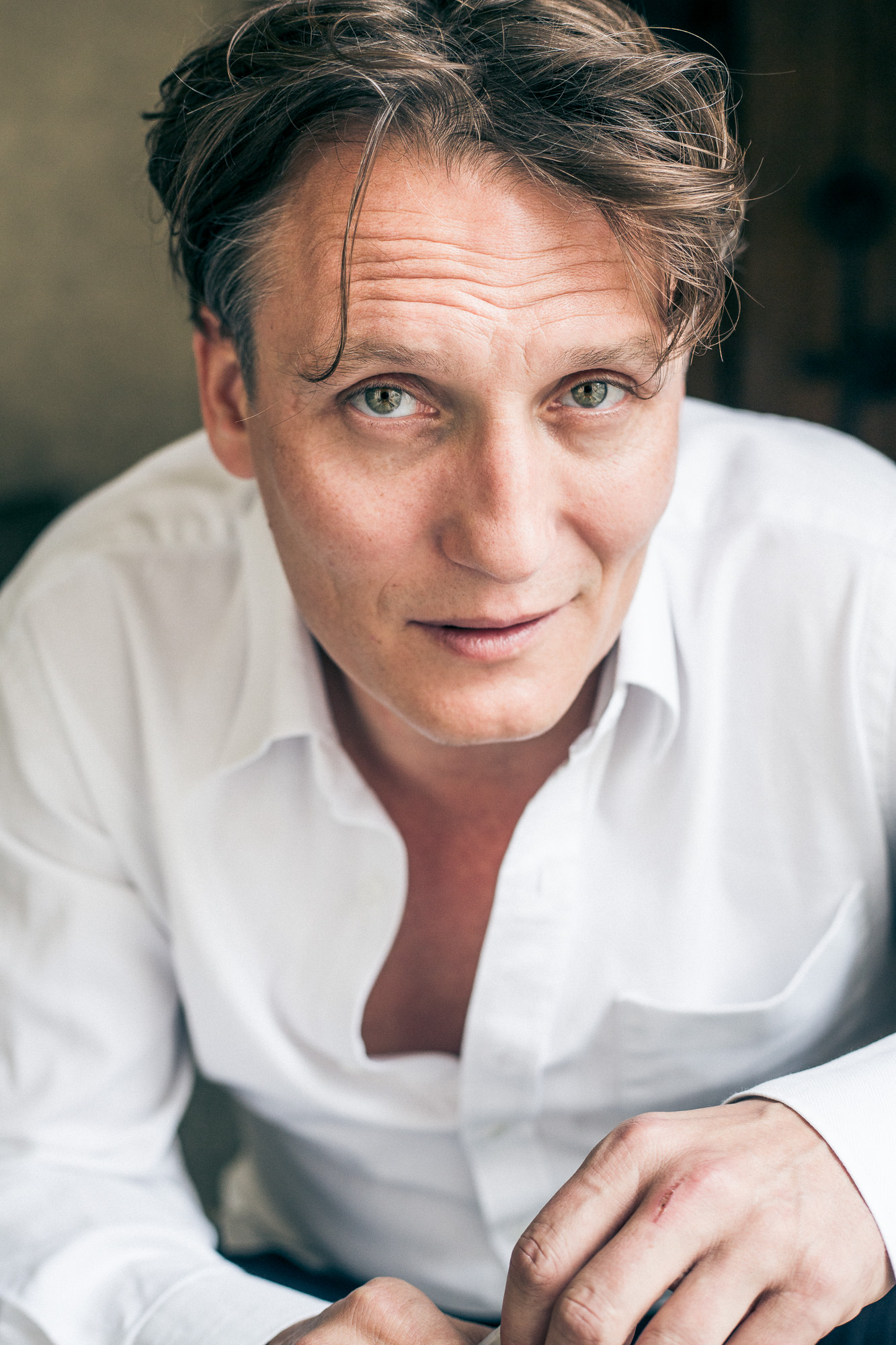
Oliver Masucci.

- Durée : n.c.
- Date de sortie : n.c.

## Distribution
- Nick Nolte :
- Jacqueline Bisset :
- Oliver Masucci : Jon Boylan
- Shannon Wallace
- Rebecca Robles
- Bahia Haifi

## Production

### Genèse et développement
Shelter Me marque les débuts en tant que réalisateur de l'acteur Jake Weber, qui co-signe le scénario avec Tony Herbert,,,,,.
La production est assurée par Kimberly Hines pour Framework Entertainment, Jim Steele et Eliza Flug pour Filmray ainsi que Mike Hatton pour Ton of Hats,,,.

### Attribution des rôles
Le drame psychologique pandémique Shelter Me réunit Nick Nolte et Jacqueline Bisset qui ont joué ensemble dans le thriller océanique The Deep de 1977 basé sur le roman de Peter Benchley, l'auteur de Jaws,.